# آیزنهوتنشتات
شهر آیزنهوتنشتات در ایالت برندنبورگ در کشور آلمان در ناحیه اودر-اشپره و در نزدیکی مرز لهستان است.